# Sudden Motion Sensor
Sudden Motion Sensor är en teknik utvecklad av Apple Computer i syfte att skydda innehållet på hårddiskar om de utsätts för plötsliga och kraftiga stötar. Sensorn som känner av plötsliga rörelser frigör temporärt hårddiskens läshuvuden som därmed förhoppningsvis klarar sig när det fria fallet slutar i en häftig inbromsning oftast i form av en krasch i markplan.
Sensorn användas även av flera oberoende utvecklare för att styra spel och andra applikationer. Se till exempel MacSaber.